# Grab der Pauta

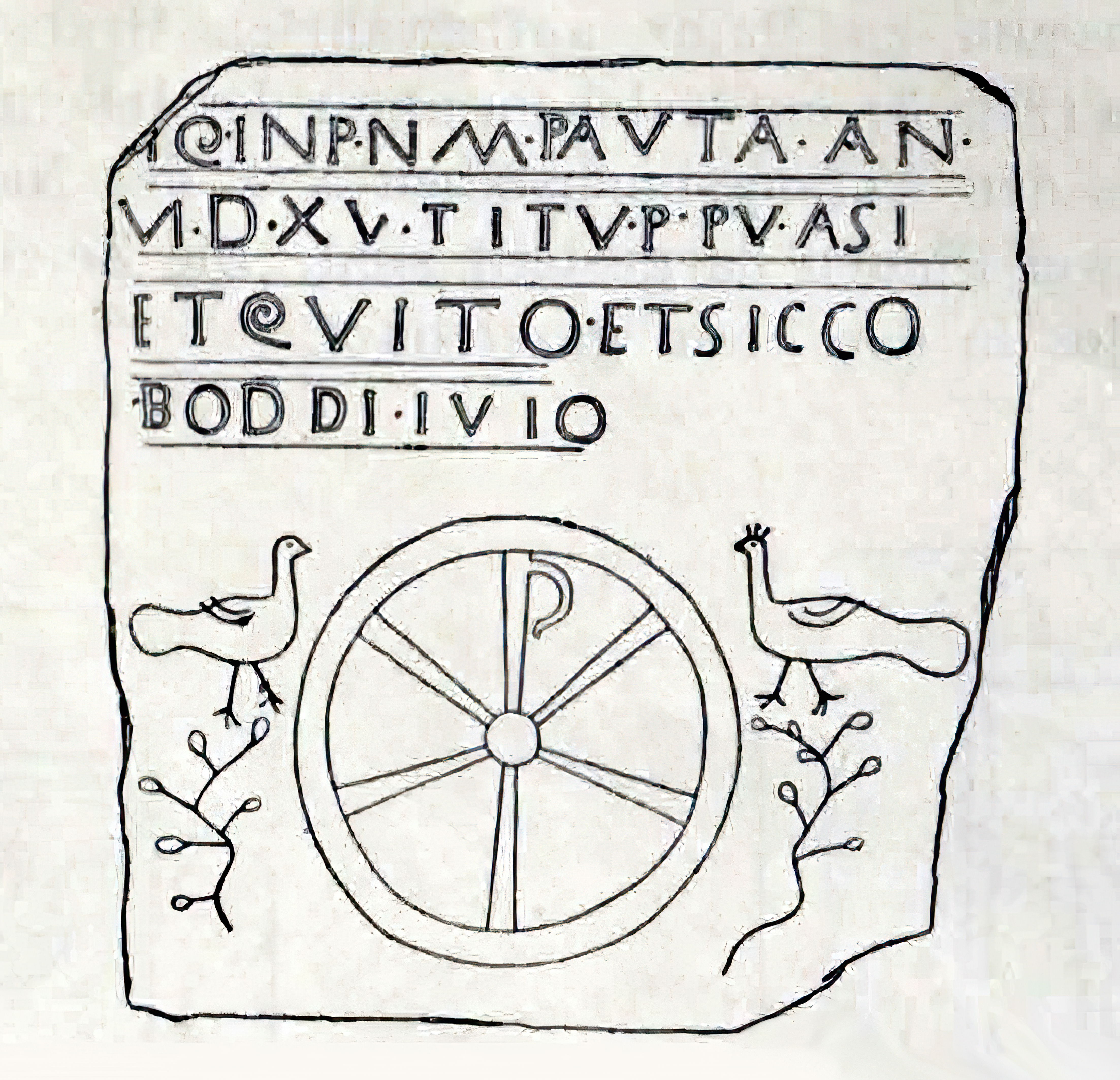
Umzeichnung der Inschrift des Grabsteins

Das Grab der Pauta ist das älteste archäologische Zeugnis christlichen Glaubens in Worms.

## Geschichte
Das spätantike Grab befand sich auf dem römischen Nordfriedhof der damals Borbetomagus genannten Stadt. Es enthielt Beigaben und hatte einen Grabstein aus Kalkstein mit einer Inschrift und einer Darstellung. Das Grab konnte auch aufgrund der Beigaben in das erste Drittel des 5. Jahrhunderts datiert werden.
Vom Mittelalter und teilweise bis heute wird das Gelände des ehemaligen Nordfriedhofs von Borbetomagus landwirtschaftlich und für den Weinbau genutzt. Mitte des 19. Jahrhunderts gehörten Teile davon dem Weingutbesitzer Johann Philipp Bandel (1785–1866), der auch ein privates Museum unterhielt und in seinen Weingärten nach römischen Funden graben ließ. Dabei stieß er südlich der Liebfrauenkirche – wohl 1842 – auf das Grab und den Grabstein der Pauta. Erstmals veröffentlicht wurde der Fund 1844. Im Grab selbst wurden der Schädel und ein Armknochen geborgen, als Beigaben fanden sich danach ein Armring aus Bronze, ein Halsband aus Glasperlen, eine Tonschüssel, eine Glasschale, das Steingewicht einer Spindel und zwei Riemenzungen aus Bronze. Bei der Neubewertung der Funde in den 1990er Jahren war noch von dem Bronze-Armring, der Keramik-Schüssel und dem Glasbecher die Rede, letzterer war verschollen.
Alle Objekte gelangten in die Sammlung von Johann Philipp Bandel. 1862 ließ er die Sammlung versteigern. Der Mainzer Altertumsverein – in Worms gab es damals eine entsprechende Einrichtung noch nicht – kaufte die römischen und fränkischen Funde aus der Sammlung. Von dort gelangten die Funde aus dem Grab in das Landesmuseum Mainz, wo der Grabstein und die 1990 genannten Funde bis heute aufbewahrt werden. Unmittelbar nach dem Ankauf wurde der Fund in der Zeitschrift des Vereins publiziert.

## Grabstein
Der Grabstein trägt die Inschrift:

“H(ic) q(uiescit) • in p(ace) • n(o)m(ine) • Pauta • an(norum) • L(?) •
VI • d(ierum) • XV • titu(lum) • p(osuerunt) • Puasi
• et Quito • et • Sicco •
• Boddi • Ivio”

„Hier ruht in Frieden mit Namen Pauta, 56 (?) Jahre, 15 Tage (alt). Den Grabstein gesetzt haben Puasi und Quito und Sicco, Boddi, Ivio“

Unter der Inschrift befindet sich ein Christogramm, an dessen Seiten rechts und links je ein Vogel über einem Zweig, vermutlich einem Ölbaumzweig, dargestellt ist. Wegen des Krönchens auf dem Kopf des rechten Vogels wird das Paar als ein männlicher und ein weiblicher Pfau gedeutet. Es gibt auch die Deutung, dass es sich bei den dargestellten Vögeln um Tauben handelt.
Die Namen derjenigen, die den Grabstein der Pauta aufstellten, sind nicht-römischen Ursprungs und konnten ethnologisch nicht schlüssig zugeordnet werden. Aufgrund der Zeitstellung wird vermutet, dass sie germanische Foederaten waren.

## Kontext
Ein erster Bischof von Worms wird mit Victor bereits für das 4. Jahrhundert erwähnt. Hauptquelle dafür ist allerdings eine gefälschte Urkunde des 10. Jahrhunderts. Ein Bischof „Victor“ – jedoch ohne Ortsangabe zu seinem Bistum – wird aber auch unter den Teilnehmern des Konzils von Serdica (342/44) genannt. Es wird deshalb bezweifelt, ob die Nachricht über einen Bischof dieses Namens in Worms authentisch ist. Deshalb gilt der Grabstein der Pauta als ältestes unbestrittenes Zeugnis der Anwesenheit von Christen in Worms.